# ساز بادی چوبی

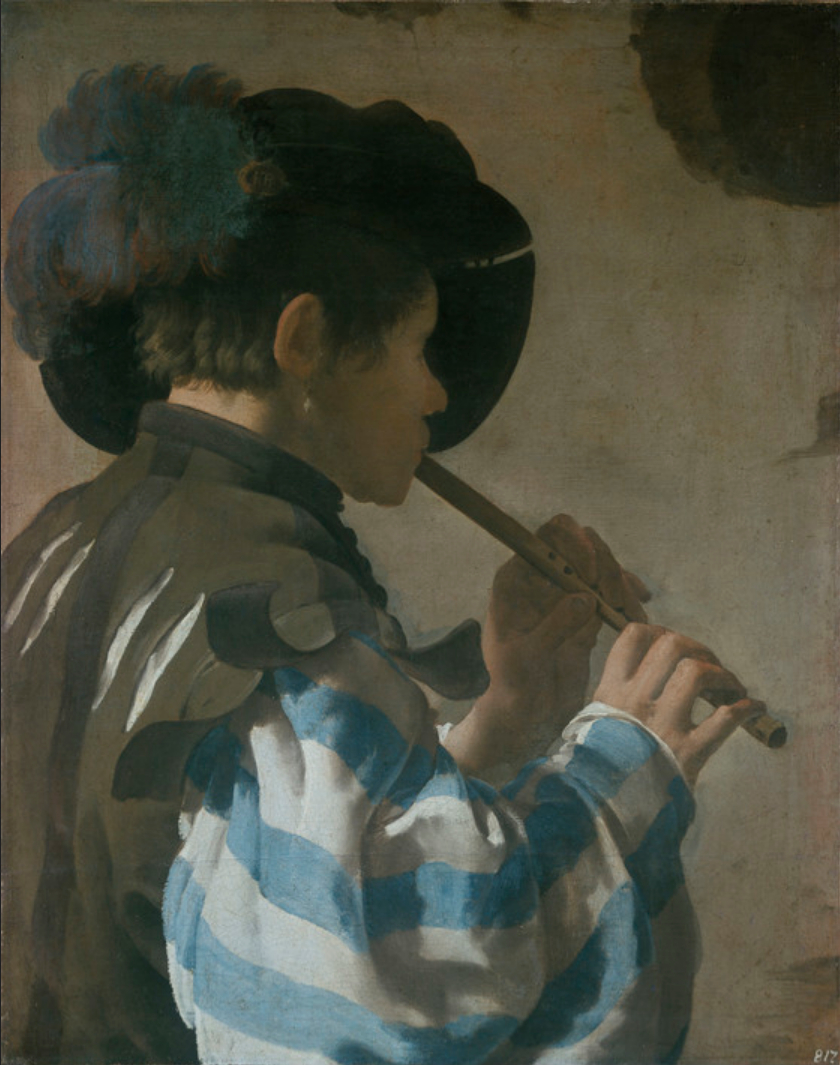
نوازنده فلوت چوبی

ساز بادی چوبی (انگلیسی: Woodwind instrument) زیرمجموعه‌ای از سازهای بادی است. تولید صدا در سازهای بادی چوبی از طریق فشار هوا صورت می‌گیرد و نوازنده نمی‌تواند بیش از مدتی معین، صدا تولید کند. زیروبمی صدا در بادی‌های چوبی بستگی به اندازه و قطر ساز دارد و هر مقدار لوله‌های ساز کوتاه‌تر و نازک‌تر باشد صدای حاصله زیرتر است.

## ساختار
تولید صدا در سازهای بادی چوبی از سه طریق انجام می‌گیرد، از همین رو به سه دسته تقسیم می‌گردند:
- سازهای بی‌زبانه (قمیش).
- سازهای زبانه‌دار ساده.
- سازهای دو زبانه‌ای.[۲]

سازهای بادی چوبی بی زبانه (بی قمیش) به سازهائی گفته می‌شود که تولید صدا در آن‌ها از طریق برخورد هوا با تیغه هوائی که در بدنه آن‌ها وجود دارد صورت می‌پذیرد. (معمولاً لوله یا مجرای توخالی هستند که در آن ستونی از هوا در اثر دمیدن نوازنده در دهنی مانند نی، یا تیغۀ هوائی مانند فلوت به ارتعاش در می‌آید).
سازهای بادی چوبی زبانه‌دار (با قمیش) به سازهائی گفته می‌شود که تولید صدادر آن‌ها از طریق دمیدن هوا و به حرکت درآمدن و ارتعاشات بخش کوچکی که از جنس نی یا پلاستیک است (قمیش - زبانه) انجام می‌شود. مانند کلارینت که اجرای نت‌های مختلف و تغییر ارتفاع صدا در آن با باز و بسته کردن کلیدها یا حفره و سوراخ‌های هوائی (برای بلند وکوتاه کردن طول لوله تشدید کننده) انجام می‌شود.

بعضی از سازهای بادی چوبی از دسته سازهای انتقالی محسوب می‌شوند.